# Funda Bostanlık

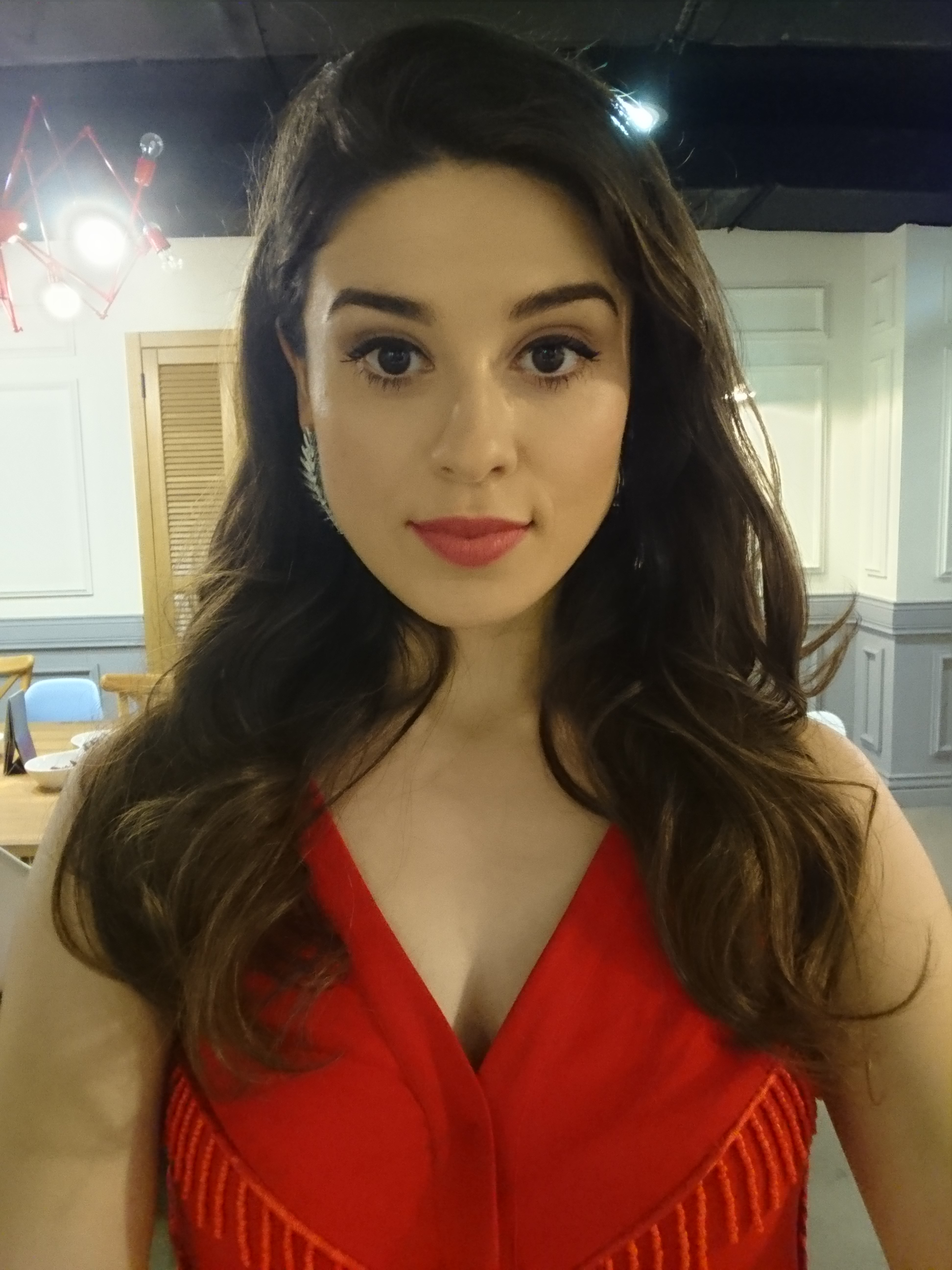
Funda Bostanlık (2017)

Funda Bostanlık (* 18. Juli 1987 in Köln) ist eine türkische Schauspielerin.

## Leben

### Kindheit und Ausbildung
Funda Bostanlık wurde 1987 in Köln geboren und wuchs bilingual Deutsch/Türkisch auf. Ihr Vater war Chemielaborant in Köln, während sich ihre Mutter zu Hause um die Kinder kümmerte. Im Alter von fünf Jahren stand sie zum ersten Mal auf der Bühne. In der Grundschule interessierte sie sich zunehmend für die Schauspielerei und spielte in verschiedenen Theaterstücken mit. Ihr erster Auftritt in einem Musical war mit 15 Jahren im Theater Halle Kalk in Köln. Ihr Abitur absolvierte sie an der Willy-Brandt-Schule in Köln.
Danach nahm sie Schauspielunterricht bei Erdoğan Egemenoğlu am Arkadas Theater in Köln-Ehrenfeld. Gleichzeitig besuchte sie von 2010 bis 2014 die Arturo Schauspielschule in Köln. Während ihres Studiums hatte sie Kamera-Unterricht bei Dennis Todorović und Antje Lewald. Sie schloss ihre Ausbildung als staatlich anerkannte Schauspielerin für Bühne, Film und Mikrofonsprechen ab. 2014 spielte sie am Arturo-Theater unter der Regie von Roland Hüve die Hauptrolle der Kassandra in Die Troerinnen. Im selben Jahr war sie unter der Regie von Ulrich Marx in der Rolle der Giselle im Stück Teleoperator sowie im Stück Loma – Eine Festtagsstory unter Regie von Bianca Lehnard in der Rolle der Venla Johannson zu sehen.

### Karriere
Ihre erste Filmrolle hatte Bostanlık 2012 in der deutschen Filmkomödie 300 Worte Deutsch unter der Regie des mehrfach ausgezeichneten Filmregisseurs und Filmproduzenten Züli Aladağ. Hier spielte sie neben Pegah Ferydoni und Christoph Maria Herbst die Rolle der Braut Nevin. Im selben Jahr spielte sie für UFA eine Episodenrolle für Verbotene Liebe und drehte an der Seite von Fernsehkoch Alfons Schuhbeck und Uli Hoeneß einen Werbespot für McDonald’s. Es folgte die Rolle der Emine im deutschen Fernsehfilm Kückückskind unter Regie von Christoph Schnee, der 2013 auf ZDF ausgestrahlt wurde.
2015 wirkte sie im Broadway-Musical Jake’s Women am Tiyatro Profilo in Istanbul mit. Für die historische Krimiserie Filinta stand sie 2015 und 2016 für zwei Episoden vor der Kamera. Besondere Bekanntheit erreichte Bostanlık von 2015 bis 2017 durch die beiden Hauptrollen in den Comedyserien Zeyrek ile Ceyrek und Hangimiz Sevmedik. 2017 erhielt sie den türkischen Comedy-Preis für die beste Comedyserie Hangimiz Sevmedik. Danach spielte sie in der von Gold Film produzierten Drama-Serie Rüya, unter der Regie von Cemal Şan eine der Hauptrollen. Im selben Jahr wurde der deutsch-türkische Kinofilm Hasret Bitti ausgestrahlt, indem es um eine türkische Familien geht, die von Deutschland zurück in die Türkei auswandert. Im Horrorfilm Cinayet-i Aşk spielte sie 2017 eine weitere Hauptrolle und war als Reinkarnation von Elif erneut im Kino zu sehen.
Zudem drehte sie mit dem Popmusiker und Musikproduzenten Sinan Akcil 2017 ein Musikvideo zu dessen neuen Album. 2021 spielte sie in zwei Folgen der RTL-Daily Soap Unter uns die italienische Immobilienmaklerin Belinda Martinez. Von 2023 bis 2024 war sie in der zweiten Staffel der Dramaserie Sığınak als Hauptdarstellerin zu sehen. Seit November 2024 spielt sie in der Serie Temelli Misafir.

### Privates
Bostanlık lebt in Köln.

## Filmografie

### Kino
- 2017: Hasret Bitti
- 2017: Cinayet-i Aşk
- 2012: 300 Worte Deutsch (Regie: Züli Aladağ)

### Fernsehen
- seit 2024: Temelli Misafir (Fernsehserie, 12 Folgen)
- 2023 – 2024: Sığınak (Fernsehserie, 13 Folgen)
- 2021: Unter Uns (Fernsehserie, 2 Folgen)
- 2017: Rüya (Fernsehserie, 10 Folgen)
- 2016 – 2017: Hangimiz Sevmedik (Fernsehserie, 40 Folgen)
- 2015: Son Çıkış (Fernsehserie, 2 Folgen)
- 2015: Zeyrek ile Çeyrek (Fernsehserie, 29 Folgen)
- 2015 – 2016: Filinta (Fernsehserie, 2 Folgen)
- 2013: Kückückskind (Fernsehfilm, Regie: Christoph Schnee)[10]
- 2011: Verbotene Liebe (Fernsehserie, 1 Folge)

### Theater
- 2015 – 2017: Jake’s Women
- 2014: Loma – Eine Festtagsstory
- 2014: Der Teleoperator
- 2014: Die Troerinnen (Regie: Roland Hüve)
- 2013: By the sea, by the sea, by the beautiful sea
- 2013: Fun
- 2012: Antigone (Regie: Volker Niederfahrenhorst)
- 2012: Suburban Motel
- 2011 – 2012: Improtheater (Regie: Erdoğan Egemenoğlu)
- 2011: Es lebe der Regenbogen
- 2010 – 2011: Allem Kallem

### Werbespot
- 2021: WDR 2 elektrisiert – Die Aktion zur E-Mobilität im Westen[11]
- 2018: Eiswerbespot: Algida – Algida’yla Gülümse
- 2018: Windelwerbespot: Molfix
- 2018: Immobilien-Spot: Mahall Bomonti Izmir – Fevkalade Hayat
- 2018: Joghurtwerbespot: Yörsan Usulü Yogurt Reklami
- 2013: [AuGaLa] – Neulich bei der Arbeit
- 2012: Zebis – Diebstahl (Social Spot)[12]
- 2011: McDonald’s – Hüttengaudi mit Alfons Schuhbeck & Uli Hoeneß

### Musikvideo
- 2017: Sinan Akçıl feat. Ferah Zeydan – İyi değilim[13]

## Auszeichnungen
- 2017: Türkischer Comedypreis in der Kategorie Beste Comedyserie für Hangimiz Sevmedik[14]